# Ubol Ratana
Prinses Ubol Ratana, volledige naam: Thunkramom Ying Ubon Rattana Ratchakanya Siri Watthana Phannawadi, Thai: ทูลกระหม่อมหญิง อุบลรัตนราชกัญญา สิริวัฒนาพรรณวดี (Lausanne, 5 april 1951) is het oudste kind van koning Bhumibol Adulyadej (Rama IX) en koningin Sirikit van Thailand. Nadat ze trouwde met de Amerikaan Peter Ladd Jensen verloor ze al haar koninklijke aanspraken en werd ze uit Thailand verbannen, ook de bevolking heeft dit huwelijk nooit geaccepteerd. Ze had drie kinderen met Peter Jensen, twee dochters en een zoon.  Hun zoon "Khun Bhumi" is op 21-jarige leeftijd op 26 december 2004 omgekomen bij de tsunami in Phuket ten gevolge van de zeebeving in de Indische Oceaan. 
Na drie jaren van geruchten over huwelijksproblemen werd in 1998 de officiële echtscheiding aangekondigd. Hierna kon de prinses naar Thailand terugkeren en is ze er zeer populair. 
De prinses begon in 2003 de campagne "to be number one" om de Thaise jeugd te bewegen geen drugs te gebruiken en te bewegen om te proberen overal de beste in te zijn. Ook is ze een actrice en in 2003 en 2004 is ze op maandag tot vrijdagavond te zien in de televisieserie Maharat op Kanaal 5 waarin ze de moeder speelt van de Ayutthaya koning Naresuan en leiding geeft aan de Thaise opstand tegen de Birmese overheersing.
In februari 2019 stelde Ubol Ratana zich kandidaat voor het premierschap van Thailand bij de verkiezingen van 24 maart 2019. Zij zou als kandidaat voor de partij Thai Raksa Chart, die bestaat uit bondgenoten van de voormalige verdreven premier Thaksin Shinawatra, de strijd opnemen tegen de Thaise generaal Prayut Chan-o-cha. Haar broer, de Thaise koning Vajiralongkorn, was niet blij met de politieke ambities van zijn zus.  Hij noemde haar actie in een verklaring 'ongepast en onwettelijk'. Zij trok zich daarop terug als kandidaat.

## Privé
Ratana bezocht de Massachusetts Institute of Technology. In 1972 trouwde ze, waarmee ze haar koninklijke titel opgaf. In 2001 ging ze terug naar Thailand, na een echtscheiding.